# Elemer Kocsis
Elemer Kocsis (* 26. Februar 1910 in Nagyszalonta, Österreich-Ungarn; † 6. Oktober 1981) war ein rumänischer Fußballspieler ungarischer Abstammung. Er absolvierte 119 Partien in der höchsten rumänischen Fußballliga, der Divizia A, und nahm an der Fußball-Weltmeisterschaft 1930 teil.

## Karriere als Spieler
Kocsis begann mit dem Fußballspielen in seiner Heimatstadt Salonta bei NSC Salonta. Im Jahr 1928 wechselte er zu CAO Oradea, einem der besten Vereine der Region. Da CAO zu den Gründungsmitgliedern der Profiliga Divizia A im Jahr 1932 zählte, kam Kocsis dort am 11. September zu seinem ersten Einsatz. Mit CAO spielte er zwei regelmäßig um die Meisterschaft mit, der größte Erfolg ist aber lediglich die Vizemeisterschaft in der Saison 1934/35 hinter Ripensia Timișoara.
Im Jahr 1937 verließ Kocsis nach neun Jahren CAO und wechselte zu Tricolor Ploiești, das in der zweitklassigen Divizia B spielte. Dem Aufstieg 1938 folgte dort der umgehende Abstieg, gefolgt vom erneuten Aufstieg 1940. Nach der kriegsbedingten Unterbrechung des Ligabetriebs von 1941 bis 1946 folgte im Jahr 1947 ein erneuter Aufstieg. Nach der Saison 1947/48 beendete Kocsis im Alter von 38 Jahren seine Laufbahn.

## Nationalmannschaft
Kocsis kam von 1931 bis 1933 auf zwölf Einsätze für die rumänische Fußballnationalmannschaft und erzielte dabei fünf Tore. Seinen Einstand gab er am 10. Mai 1931 gegen Bulgarien. Obwohl Kocsis noch kein Länderspiel absolviert hatte, hatte ihn Nationaltrainer Costel Rădulescu ein Jahr zuvor für die Fußball-Weltmeisterschaft in Uruguay nominiert, setzte ihn aber nicht ein.

## Karriere als Trainer
In der Saison 1953 war Kocsis Cheftrainer von Progresul Oradea in der Divizia A und belegte mit dem Klub den letzten Platz, stieg aber nicht ab, da CA Câmpulung Moldovenesc sich aufgelöst hatte. In der Hinrunde der Saison 1955 betreute er Avântul Reghin und wurde dann auf dem letzten Platz liegend von seinen Aufgaben entbunden.

## Erfolge

### Als Spieler
- WM-Teilnehmer: 1930 (Ersatzspieler)
- Sieger im Balkan-Cup: 1929/31
- Rumänischer Vizemeister: 1935
- Aufstieg in die Divizia A: 1938, 1940, 1947